# Tinodes sarisa
Tinodes sarisa is een schietmot uit de familie Psychomyiidae. De soort komt voor in het Palearctisch gebied.